# Kreis Posen-West

Der Kreis Posen-West

Der Kreis Posen-West in der preußischen Provinz Posen bestand in der Zeit von 1887 bis 1919. Das ehemalige Kreisgebiet gehört heute zur polnischen Woiwodschaft Großpolen.

## Größe
Der Kreis Posen-West hatte 1887 eine Fläche von 637 km².

## Verwaltungsgeschichte
Der preußische Kreis Posen-West wurde am 1. Oktober 1887 aus der Westhälfte des aufgelösten Kreises Posen gebildet. Sitz des Landratsamtes war die Stadt Posen. Am 27. Dezember 1918 begann in der Provinz Posen der Großpolnische Aufstand gegen die deutsche Herrschaft, und im Januar 1919 war das Gebiet des Kreises Posen-West unter polnischer Kontrolle. Am 16. Februar 1919 beendete ein Waffenstillstand die polnisch-deutschen Kämpfe, und am 28. Juni 1919 trat die deutsche Regierung mit der Unterzeichnung des Friedensvertrages von Versailles den Kreis Posen-West auch offiziell an die Zweite Polnische Republik ab.

## Einwohnerentwicklung
| Jahr | Einwohner | Quelle |
| ---- | --------- | ------ |
| 1895 | 35.235    |        |
| 1895 | 35.808    | [ 1 ]  |
| 1900 | 36.471    | [ 2 ]  |
| 1910 | 43.129    | [ 2 ]  |

Von den Einwohnern im Jahre 1890 waren 87 % Polen und 13 % Deutsche. Die Mehrzahl der deutschen Einwohner verließ nach 1919 das Gebiet.

## Politik

### Landräte
- 1887–189000Emil von Tempelhoff (1840–1908)[3][4]
- 1890–189500Hans Ukert (1857–1930)
- 1895–189900Walter Iffland († 1899)
- 1899–190400Rasch (Regierungsrat)[5]
- 1904–191100Alfred von Tilly[6][7]
- 1911–191900Arthur Schack von Wittenau

### Wahlen
Der Kreis Posen-West gehörte zusammen mit dem Kreis Posen-Ost und dem Stadtkreis Posen zum Reichstagswahlkreis Posen 1. Der Wahlkreis wurde bei den Reichstagswahlen zwischen 1887 und 1912 von Kandidaten der Polnischen Fraktion gewonnen:
- 188700Stephan Cegielski
- 189000Stephan Cegielski
- 189300Stephan Cegielski
- 189800Stanislaus Motty
- 190300Bernard von Chrzanowski
- 190700Bernard von Chrzanowski
- 191200Stanislaw Nowicki

## Kommunale Gliederung
Zum Kreis Posen-West gehörte die Stadt Stenschewo. Die (Stand 1908) 96 Landgemeinden und 47 Gutsbezirke waren zu größeren Polizeidistrikten zusammengefasst.

## Gemeinden
Am Anfang des 20. Jahrhunderts gehörten die folgenden Gemeinden zum Kreis:
| - Alt Demantschewo - Baranowo - Bendlewo - Bytkowo - Ceradz koscielny - Chomencice - Dembno Dorf - Dembno Kolonie - Dembsen - Dombrowo - Dopiewiec - Dopiewo - Edmundowo - Fabianowo - Gluchowo - Golenczewo - Goluski - Gura - Hiebingen - Jeziorki - Junikowo | - Ketsch - Klein Srocko - Kobylnik - Kokoszczyn - Komornik - Konarzewo - Kotowo - Kromplewo - Krzyszkowo - Krzyzownik - Lassek - Lawica - Lenczyce - Lissowki - Lodz - Luban - Lussowko - Lussowo - Male - Miroslawski - Modrze | - Mrowino - Napachanie - Neu Demantschewo - Palendzie - Pamiontkowo - Pawlowice - Piekary - Plewisk - Psarskie - Rogierowko - Rosnowo Hauland - Runkeln - Sady - Sapowice - Skorzewo - Slupia - Sobiesiernie - Sobota - Starzyny - Stenschewo, Stadt - Strykowo | - Stutendorf - Swadzim - Swierczewo - Tarnowo - Tomice - Trzcielino - Trzebaw - Twardowo - Waleryanowo - Wienckowice - Wiry - Witobel - Wronczyn - Wyssogotowo - Zabikowo - Zakrzewo - Zamyslowo - Zaparzyn - Zlotkowo |

Bis auf wenige Ausnahmen galten nach 1815 die polnischen Ortsnamen weiter, zu Beginn des 20. Jahrhunderts wurden mehrere Ortsnamen eingedeutscht.